# سرد (ترانه مارون فایو)
«سرد» تک‌آهنگی از گروه موسیقی آلترناتیو راک مارون ۵ است که در ۱۴ فوریه ۲۰۱۷ منتشر شد.
این تک‌آهنگ در چارت‌های، پرتغال جزو ده ترانه اول قرار گرفت.